# Antonia Thomas
Antonia Laura Thomas (Londra, 3 novembre 1986) è un'attrice britannica.

## Biografia
Nata e cresciuta a Londra da padre inglese e da madre giamaicana, Antonia Thomas ha frequentato il Bristol Old Vic Theatre School, diplomandosi nel 2009. Inoltre è stata un membro del National Youth Theatre.
È conosciuta grazie alla serie televisiva Misfits, nella quale interpreta il ruolo di Alisha Daniels. Nel 2012 l'attrice appare nel video musicale Charlie Brown dei Coldplay.
Nel 2017 entra a far parte del cast principale della serie televisiva statunitense The Good Doctor, nel ruolo della dottoressa Claire Brown.

## Filmografia

### Cinema
- Spike Island, regia di Mat Whitecross (2012)
- Sunshine on Leith, regia di Dexter Fletcher (2013)
- Northern Soul, regia di Elaine Constantine (2014)
- Survivor, regia di James McTeigue (2015)
- Bagman, regia di  Colm McCarthy (2024)

### Televisione
- Misfits – serie TV, 21 episodi (2009-2011)
- Stanley Park – film TV (2010)
- The Deep – serie TV, 3 episodi (2010)
- Fleming - Essere James Bond (Fleming: The Man Who Would Be Bond) – miniserie TV, 4 puntate (2014)
- Lovesick – serie TV (2014-2018)
- The Musketeers – serie TV, 1 episodio (2015)
- Teletubbies – serie TV, 39 episodi (2015-2016) – voce
- Transporter: The Series – serie TV, 6 episodi (2015)
- The Good Doctor – serie TV, 80 episodi (2017-2024)
- Small Axe – miniserie TV, puntata 5 (2020)

## Videografia
- Charlie Brown, Coldplay (2012)
- C'est La Vie, Stereophonics (2015)

## Doppiatrici italiane
Nelle versioni in italiano delle opere in cui ha recitato, Antonia Thomas è stata doppiata da:
- Eva Padoan in The Good Doctor, Bagman
- Letizia Scifoni in Misfits
- Eleonora Reti in Lovesick
- Rossa Caputo in Survivor